# 保津峡駅
保津峡駅（ほづきょうえき）は、京都府京都市西京区と亀岡市にまたがる、西日本旅客鉄道（JR西日本）山陰本線の駅である。駅番号はJR-E09。「嵯峨野線」の愛称区間に含まれている。

## 概要
保津峡の山間部に位置し、両側をトンネルに挟まれた駅である。1989年（昭和64年・平成元年）までの旧保津峡駅の所在地は京都市西京区であったが、現在の駅はホーム中央部の直下を市境界の保津川（桂川）が流れており、ホームの一部と駅舎が亀岡市側にあるため、所在地表記は亀岡市保津町保津山になる。
国鉄時代は同駅を境に亀岡・幡生側が福知山鉄道管理局の管轄、京都側が大阪鉄道管理局の管轄の境界駅であった（境界は保津峡 - 馬堀間に位置していたため、当駅は大阪鉄道管理局の管轄駅であった）。
ただし、駅開設および移転の経緯から、長距離運賃の特定都区市内発着による特例運賃計算の対象であり、営業上は「京都市内」の駅に属する。

## 歴史
- 1929年（昭和4年）8月17日：鉄道省山陰本線の嵯峨駅（現在の嵯峨嵐山駅） - 亀岡駅間に松尾山信号場開設[2]。
- 1936年（昭和11年）4月15日：駅に格上げし、保津峡駅として開業[2]。旅客扱いを開始[2]。開業当初は現在のトロッコ保津峡駅付近に駅があった。
- 1971年（昭和46年）12月1日：手荷物の取り扱いを廃止[3]。無人駅となる[4]。
- 1987年（昭和62年）4月1日：国鉄分割民営化により、西日本旅客鉄道（JR西日本）の駅となる[2]。
- 1988年（昭和63年）3月13日：路線愛称の制定により、「嵯峨野線」の愛称を使用開始。
- 1989年（平成元年）3月5日：当駅を含む嵯峨駅（現在の嵯峨嵐山駅） - 馬堀駅間が複線の新線に切り替え[5]。同時に現在の場所に移転[5]。
- 1990年（平成2年）11月8日：新駅舎完成。暫定的に使用していた旧線時代の旧駅舎から移転[6]。
- 1991年（平成3年）4月27日：旧駅がトロッコ保津峡駅として再開業。
- 1998年（平成10年）9月14日：自動改札機を設置し、供用開始[7]。
- 2003年（平成15年）11月1日：ICカード「ICOCA」の利用が可能となる。簡易型自動改札機で対応。
- 2018年（平成30年）3月17日：駅ナンバリングを導入。

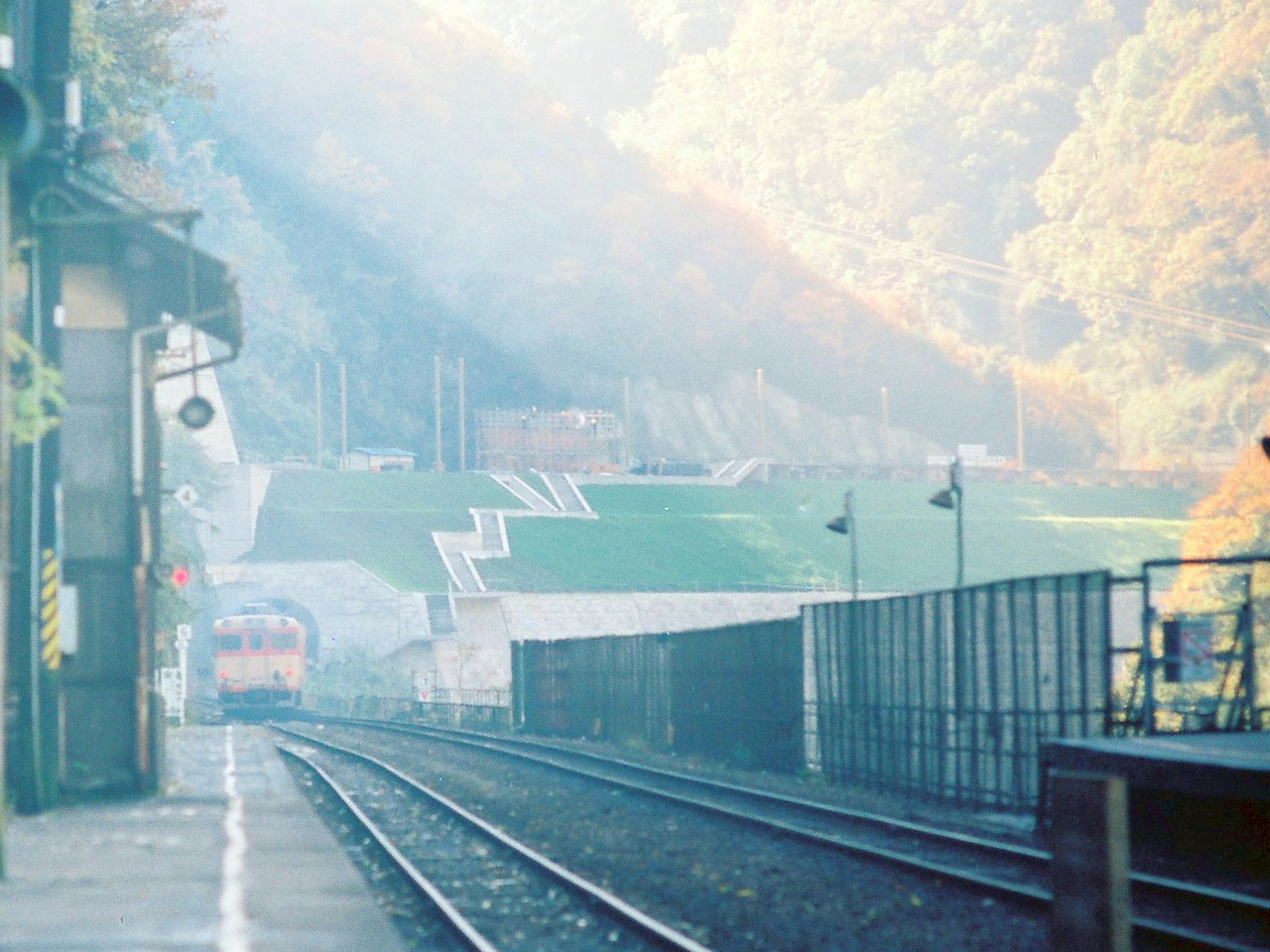
旧駅（現:トロッコ保津峡駅）より建設中の新駅を望む（1988年）
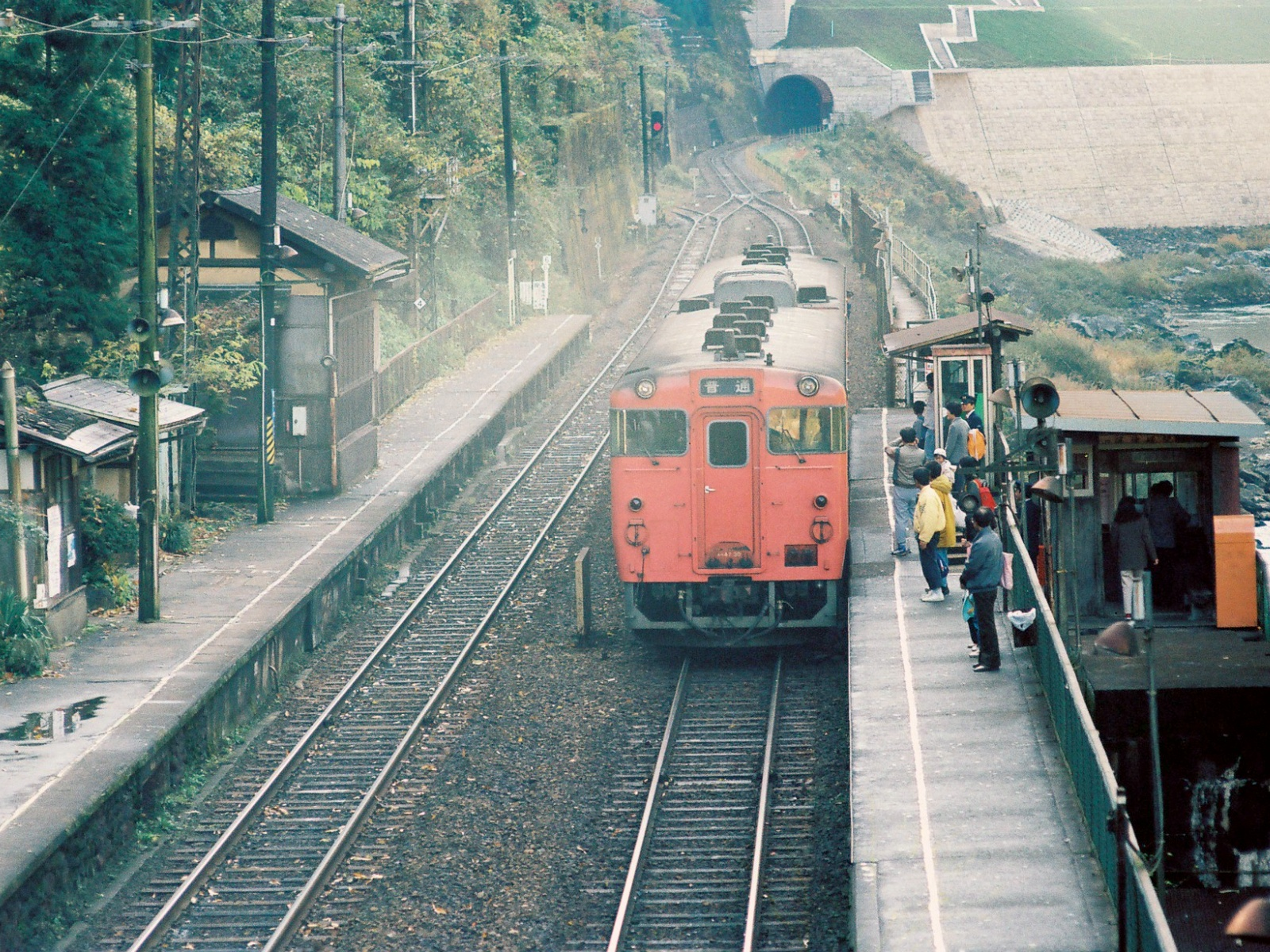
旧駅に到着する普通列車（京都方面。1988年）

## 駅構造
相対式ホーム2面2線を有する橋梁上の高架駅。分岐器や絶対信号機を持たないため、停留所に分類される。
亀岡駅管理の無人駅だが、自動券売機および、集札機能の無い簡易型の自動改札機が設置されている。また行楽期などには係員が配置されて改集札業務を行なうことがある。駅舎は小規模であるほか、ホーム幅も比較的狭い。馬堀駅寄りに各ホームを結ぶ線路下の通路がある。ホームの一部は橋上にあり、真下を遊覧船（保津川下り）が通過する。改札外に水洗式のトイレが設置されている。
ICOCA利用エリアに含まれており、券売機はSMART ICOCAクイックチャージに対応している。
なお、新線切り替え後の一時期（現駅舎と駅前整備の完成以前）は駅業務が旧保津峡駅で行われていた。旧線の路盤を利用して新駅ホームの東端へ繋がる改札内通路が整備されていたが、のちに閉鎖されている。
かつて運転されていた大晦日の臨時列車（終夜運転）は、普通列車であっても当駅を通過していた。

### のりば
| のりば | 路線     | 方向 | 行先                   |
| ------ | -------- | ---- | ---------------------- |
| 1      | 嵯峨野線 | 上り | 二条・京都方面         |
| 2      | 嵯峨野線 | 下り | 亀岡・園部・福知山方面 |

付記事項
- 上表の路線名は旅客案内上の名称（愛称）で表記している。
- 構内にはホーム番号を記した看板などは設けられていないが、掲示されている時刻表では上記のホーム番号で案内されている。

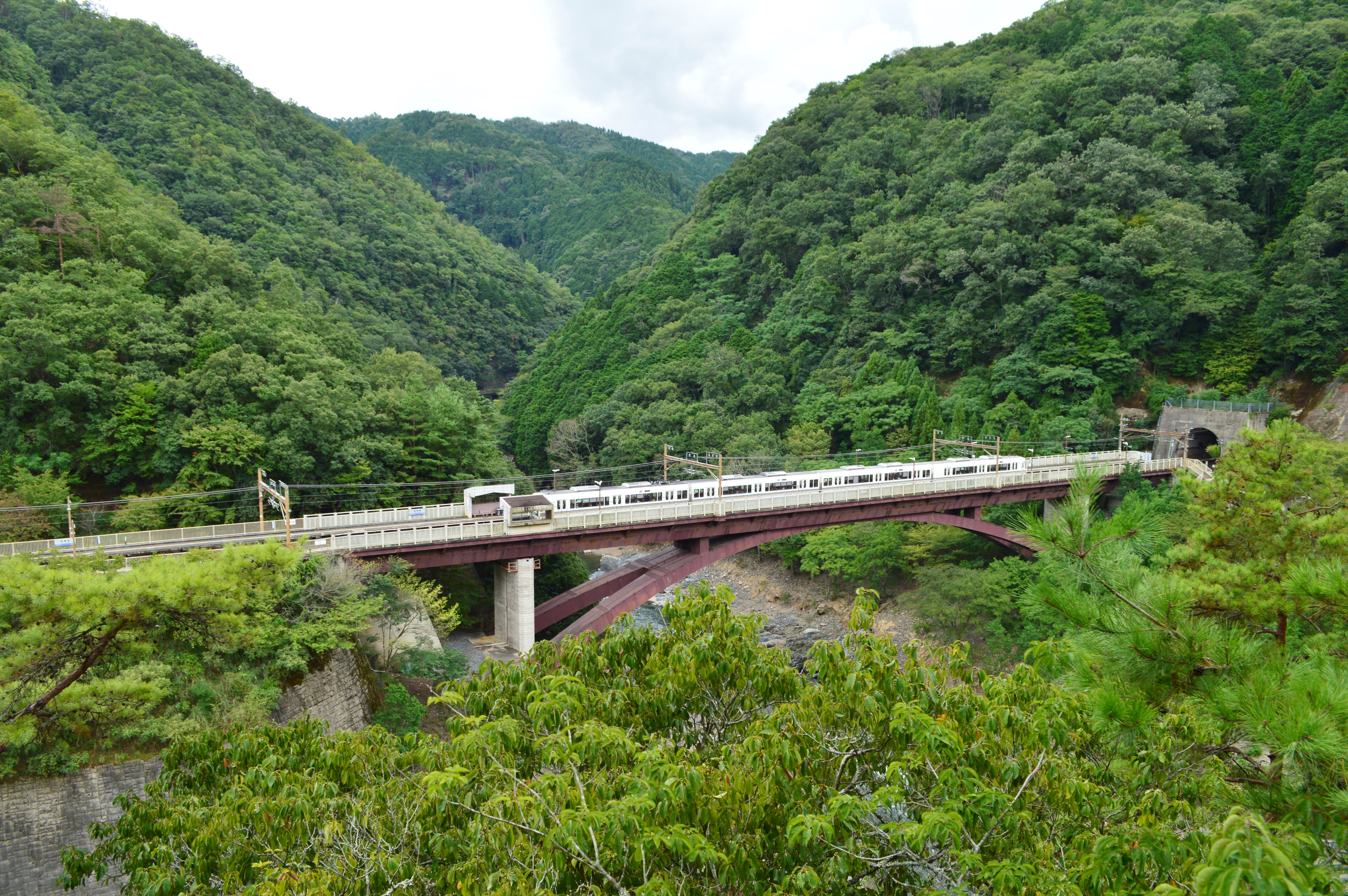
ホーム遠景（2018年8月）
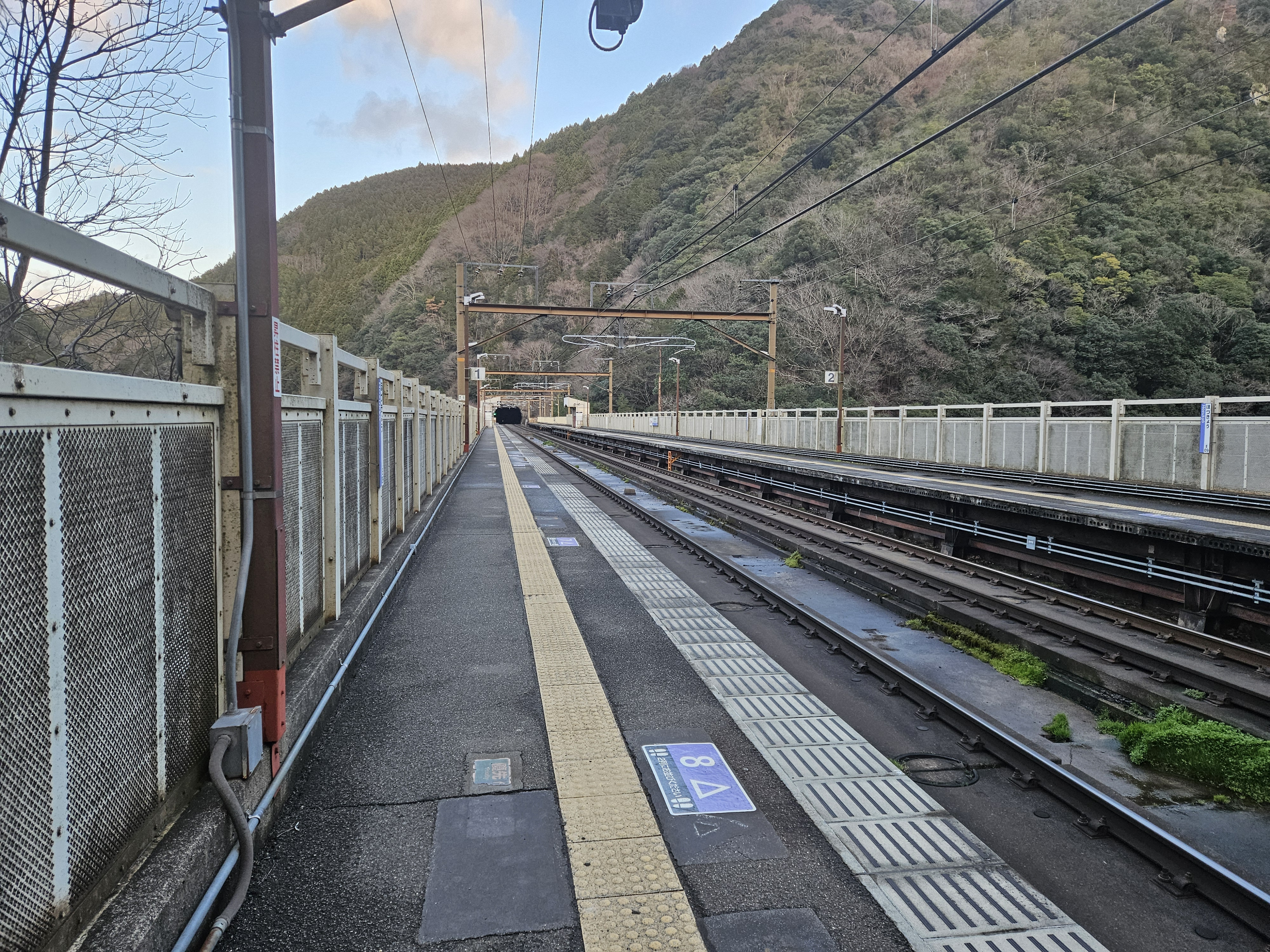
1番のりばから京都駅方面を望む（2025年3月）

## 利用状況
2023年（令和5年）度の1日当たりの利用者数は344人である。1日平均乗車人員は次のとおり。
| 年度   | 1日平均 乗車人員 |
| ------ | ---------------- |
| 1999年 | 126              |
| 2000年 | 123              |
| 2001年 | 110              |
| 2002年 | 115              |
| 2003年 | 115              |
| 2004年 | 208              |
| 2005年 | 241              |
| 2006年 | 260              |
| 2007年 | 264              |
| 2008年 | 258              |
| 2009年 | 266              |
| 2010年 | 265              |
| 2011年 | 270              |
| 2012年 | 279              |
| 2013年 | 296              |
| 2014年 | 345              |
| 2015年 | 404              |
| 2016年 | 438              |
| 2017年 | 425              |
| 2018年 | 392              |
| 2019年 | 358              |
| 2020年 | 220              |
| 2021年 | 189              |
| 2022年 | 178              |

### 年度別1日平均乗車人員（1930年代—1940年代）
各年度の1日平均乗車人員は下表の通り。
| 年度               | 1日平均 乗車人員 |
| ------------------ | ---------------- |
| 1936年（昭和11年） | 105              |
| 1937年（昭和12年） | 113              |
| 1938年（昭和13年） | 128              |
| 1939年（昭和14年） | 163              |
| 1940年（昭和15年） | 178              |
| 1941年（昭和16年） | 140              |

## 駅周辺

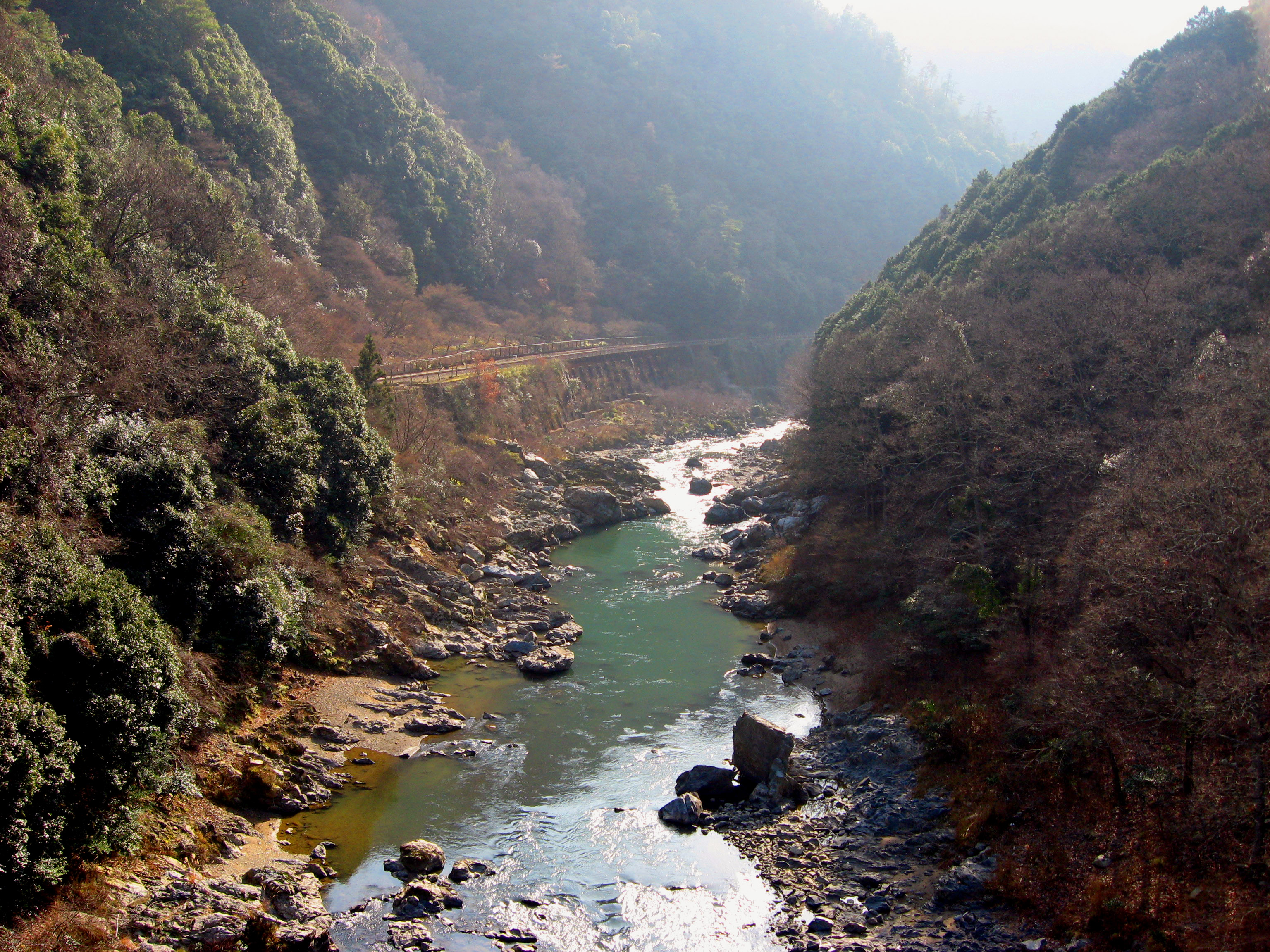
2番のりばから南側の保津川渓谷を眺める。奥のほうに嵯峨野観光鉄道の線路が見える（2008年1月）

駅自体が保津峡の中にあり、周辺に人家はない。約4 km北には、「柚子の里」や「清和天皇陵」などで知られる水尾集落がある。駅前には3台程度駐車できるスペースがある。愛宕神社・愛宕山の最寄り駅で、登山道を経て徒歩約2時間。なお表参道は清滝側にある。
- 屏風岩
- ライオン岩
- 京都府道50号京都日吉美山線
- 嵯峨野観光鉄道嵯峨野観光線：トロッコ保津峡駅
  - 両駅は直線距離で500メートルであるが、歩行可能な道路は水尾川の谷を迂回しているため道なりの距離にして約1,100メートル離れている。連絡交通機関はなく徒歩で約15分の連絡となる。なお、移転当時は新駅舎が未完成であったために保守用通路（旧線軌道上の仮通路）を介して旧駅から出入りしていた[注釈 1]。なお、この通路を経由すると旧駅までの最短距離となるが、現在は旧線にトロッコ列車が走っており一般の通行は禁止されている。

## バス路線
駅前ロータリーに水尾自治会バス「JR保津峡駅」停留所があり、当駅 - 嵯峨水尾間を結ぶ便を1日5往復運行している。なお、火曜・金曜とお盆・年末年始は全便運休となるが、愛宕神社の千日参り及びフジバカマ鑑賞会期間中は、臨時バスを運行する。

## 隣の駅
西日本旅客鉄道（JR西日本）
 嵯峨野線（山陰本線）
■快速
通過
■普通
嵯峨嵐山駅 (JR-E08) - 保津峡駅 (JR-E09) - 馬堀駅 (JR-E10)